# Heinrich Josef Splieth
Heinrich Josef Splieth (ur. 17 sierpnia 1842 we Fromborku, zm. 2 lutego 1894 w Elblągu) – niemiecki rzeźbiarz i medalier, autor licznych ołtarzy w katolickich kościołach na Warmii, twórca rzeźb drewnianych.

## Życiorys

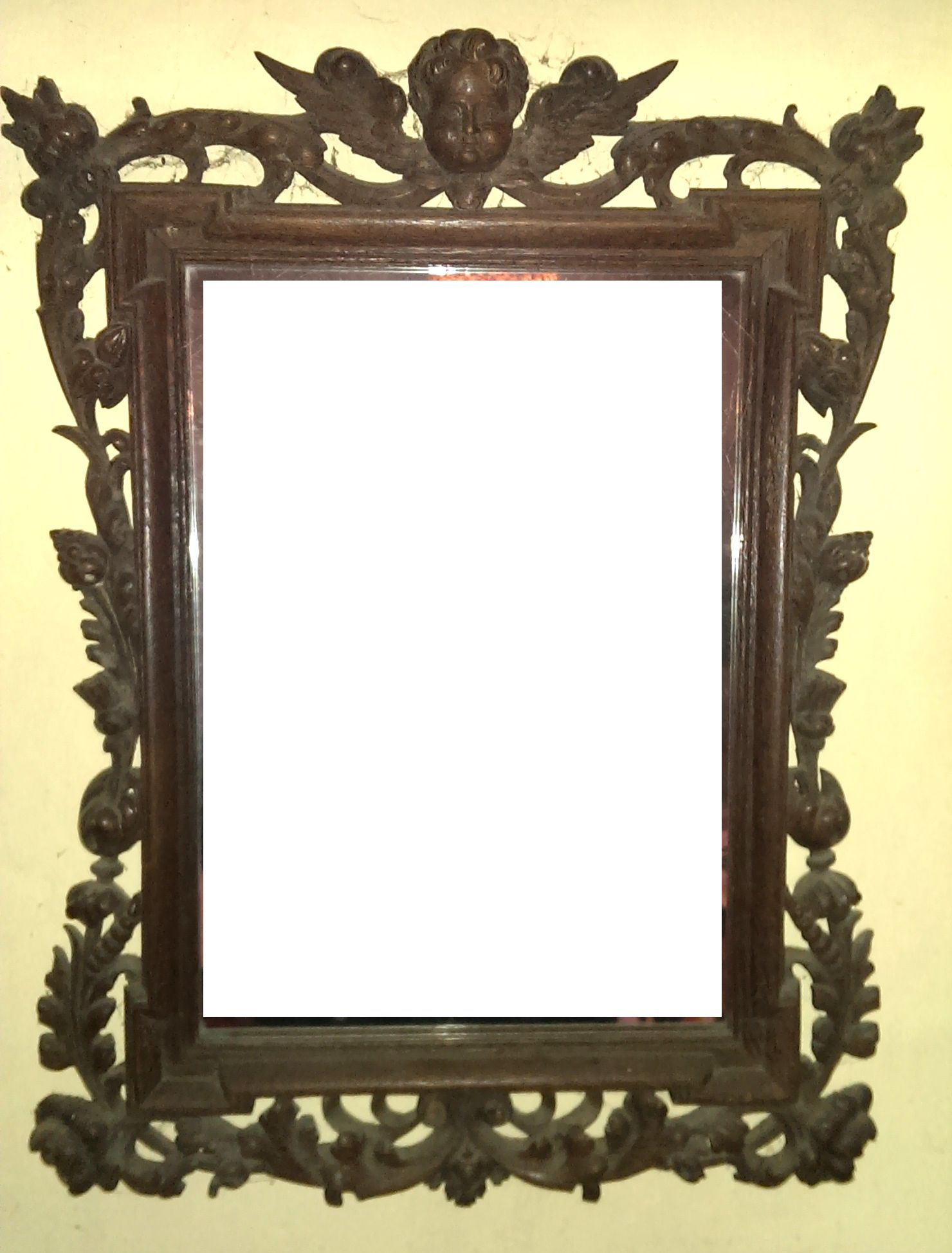
Lustro ze zdobioną ramą, autorstwa Splietha

Był synem szewca. Nauki pobierał w Akademii Sztuki w Królewcu. W czasie nauki jego prace zostały nagrodzone trzema srebrnymi medalami.
Jeszcze przed wyjazdem na naukę do Królewca udał się do Berlina, gdzie w 1863 roku, w wieku 21 lat, otrzymał za swoją pracę nagrodę Pruskiej Akademii Sztuk Pięknych. Następne dwie kolejne nagrody zdobył w Królewcu. Następnie wyjechał na młodzieńcze wojaże do Rzymu. W drodze powrotnej, w 1869 roku, został w Wiedniu uhonorowany kolejnym odznaczeniem. W czasie wielkiej migracji studiował i pracował w Monachium i Pradze. Następnie osiadł w Elblągu, pracując jako rzeźbiarz. Prowadził warsztat snycerski przy Spieringstraße (ul. Bednarska), w którym zatrudniał 20 czeladników i uczniów.
Wykonał łącznie 60 ołtarzy i 52 ambony do kościołów w Prusach Wschodnich. Oprócz tego liczne konfesjonały, ławki w kościołach dla wiernych i na chórze, a także chrzcielnice i krucyfiksy. Jego autorstwa są między innymi: ambona w kościele Trzech Króli w Elblągu (nieistniejący), prace snycerskie w ołtarzu i stallach w prezbiterium w bazylice we Fromborku, tabernakulum, balustrady ołtarzowe, ambona oraz 2 ołtarze boczne w kościele św. Andrzeja Apostoła w Prabutach. Ponadto stworzył popiersia kardynała Hozjusza, ale także swojej żony Marii z domu Gehse (oba zaginęły).
Na terenie diecezji warmińskiej zachowało się kilka jego dzieł, m.in. ołtarz Różańcowy Matki Bożej i ołtarz główny w bazylice św. Jakuba w Olsztynie (1872), ambona, konfesjonały i chrzcielnice w Wapniku k. Lubomina, ołtarze boczne w Tylży, tabernakulum w Dzierzgoniu, ołtarze św. Józefa, Świętego Krzyża, św. Katarzyny i Matki Bożej w Dobrym Mieście oraz trzy ołtarze do kościoła w Nowym Dworze Gdańskim.
Również na potrzeby kościoła zamkowego w Malborku Heinrich Josef Splieth wykonał m.in. duży krucyfiks na ścianie północnej, a do tamtejszego kościoła miejskiego św. Jana ambonę. Z jego ręki pochodzą ołtarz główny w kościele w Płoskini, ambona w katedrze św. Mikołaja w Elblągu. Heinrich Splieth stworzył zarówno konstrukcje architektoniczne ołtarzy, jak i wykonywał umieszczone w nich w nich postacie. Preferował gotyckie elementy zdobienia. Uważany jest także za twórcę nowych elementów kamiennych ratusza przy ul. Masztowej 4 w Elblągu.
W 1875 roku otrzymał w Berlinie Medal Honorowy za Postępy w Rzemiośle. Niestrudzony artysta, który nigdy nie odpoczywał, zmarł w wieku 51 lat na zawał serca, uczestnicząc w pogrzebie swego przyjaciela. Był to jednocześnie koniec jego warsztatu snycerskiego w Elblągu, gdyż nikt nie miał niezbędnej specjalistycznej wiedzy, aby dalej prowadzić duży warsztat artystyczny zatrudniający 20 czeladników i uczniów. „Heinrich Splieth był wówczas uważany za czołowego artystę w dziedzinie rzeźby kościelnej”. Jedyne zachowane jego indywidualne dzieło sztuki – to lustro w bogato zdobionej dębowej (na zdjęciu).
Jego syn Heinrich Splieth (1877–1929) był również znanym rzeźbiarzem.